# 카예라르가
카예라르가(스페인어: Calle Larga)는 칠레 발파라이소 주 로스안데스 현의 코무나이다.